# Wikipedia en tailandés
La Wikipedia en Tailandés  (Tailandés: วิกิพีเดียภาษาไทย) es la edición en idioma tailandés de Wikipedia. Se inició el 25 de diciembre de 2003. A diciembre de 2019, tiene más de 134.000 páginas de contenido y 371.363 usuarios registrados. A diciembre de 2017, Wikipedia (todos los idiomas combinados) fue clasificada en el puesto 13 de los sitios más visitados según Alexa Tailandia.
El 31 de enero de 2006 la Wikipedia tailandesa fue reconocida por primera vez junto con la Wikipedia inglesa en la prensa tailandesa. En 2007, un estudiante de posgrado de la Facultad de Bellas Artes y Artes Aplicadas de la Universidad de Chulalongkorn publicó una tesis, Thai Wikipedia and Communicating Knowledge to the Public (Wikipedia tailandesa y la comunicación del conocimiento al público).
La Wikipedia tailandesa se mencionó durante un foro público en la crisis política tailandesa de 2005-2006 cuando un orador sugirió que los tailandeses debían leer el artículo de Wikipedia sobre Thaksin Shinawatra, un ex primer ministro.
La Wikipedia tailandesa es la segunda enciclopedia en línea en idioma tailandés después del Proyecto de la Enciclopedia Juvenil Tailandesa, que se desarrolló bajo el patrocinio del Rey Bhumibol Adulyadej.